# Capela de São Sebastião (Lumiar)
A Capela de São Sebastião, ou Igreja de São Sebastião, localiza-se na freguesia de Lumiar, município de Lisboa, distrito de Lisboa, em Portugal.
Está classificada como Imóvel de Interesse Público desde 1967.
A capela foi construída pela população no século XVI como proteção contra a peste. Tem um portal manuelino e o seu interior é de nave única com capela-mor e coro-alto. Sofreu vários restauros ao longo dos séculos como as paredes forradas com azulejos de tapete do século XVII. Apresenta na capela-mor um conjunto de painéis de azulejos historiados com episódios da vida do patrono. Tem belos embrechados de mármore.de várias cores. Na nave junto ao arco triunfal apresenta dois altares em trompe-l'oeil e na zona interna do arco pinturas a fresco de algum relevo.